# Miss Rio Grande do Norte 2019
Miss Rio Grande do Norte 2019 foi a 63º edição do tradicional concurso de beleza feminino de Estado, válida para o certame nacional Miss Brasil 2019, único caminho para o Miss Universo. O evento contou com a participação de vinte e três (23) candidatas em busca do título que pertencia á modelo e semifinalista no Miss Brasil 2018 Monique Sandrelly Rêgo. O título ficou com a Miss Monte Alegre, Erika Fontes. O certame é comandado desde 2009 por George Azevedo e contou com a apresentação da jornalista Juliana Celi e do repórter e apresentador Luis Eduardo. O concurso foi realizado no dia 5 de fevereiro na capital Natal.

## Resultados

### Colocações
| Posição                 | Município e Candidata |
| ----------------------- | --- |
| Vencedora               | - Monte Alegre - Erika Fontes |
| 2º. Lugar               | - Natal - Luana Fontes |
| 3º. Lugar               | - Parnamirim - Debora Medeiros |
| 4º. Lugar               | - Taipu - Larissa Trajano |
| 5º. Lugar               | - São Rafael - Betânia Tavares |
| (TOP 15) Semifinalistas | - Acari - Andreza Viana - Canguaretama - Carla Jesus - Ceará-Mirim - Larissa Oliveira - Extremoz - Yasmin Cortez - Messias Targino - Mariana Dantas - Mossoró - Eduarda Olegário - Nísia Floresta - Anna Beatriz - Parelhas - Viviane Gomes - Pendências - Milene Soares - São Gonçalo do Amarante - Nathalia Cavalcanti |

### Ordem dos Anúncios
Top 15
1. Acari
2. Canguaretama
3. Ceará-Mirim
4. Extremoz
5. Messias Targino
6. Monte Alegre
7. Mossoró
8. Natal
9. Nísia Floresta
10. Parelhas
11. Parnamirim
12. Pendências
13. São Gonçalo do Amarante
14. Taipu
15. São Rafael

Top 5
- São Rafael
- Natal
- Monte Alegre
- Taipu
- Parnamirim

## Jurados
- Wolkins Queiroz - Designer criativo da Romance Brazil
- Kelly Vieira - Apresentadora do Band Verão
- Junior Batista - Designer da Magnifica Semi Joias
- Karina Ades - Diretora do Miss Brasil
- Helena Nigro - Nutricionista
- Luiz Antonio Cunha - Empresário de moda
- Marília Rocha - Coordenadora de comunicação da Assembleia Legislativa
- Luciane Benfinca - Empresária
- Roberto Macedo - Missólogo
- Thallysson Salvino - Hair Styler
- Erica Neves - Jornalista e empresária

## Candidatas
23 candidatas disputaram pelo título.
| Município               | Candidata           |
| ----------------------- | ------------------- |
| Acari                   | Andreza Viana       |
| Almino Afonso           | Eloiza Carvalho     |
| Caicó                   | Blena Alves         |
| Canguaretama            | Carla Jesus         |
| Carnaubais              | Ananda Meira        |
| Ceará-Mirim             | Larissa Oliveira    |
| Extremoz                | Yasmin Cortez       |
| Lajes                   | Eliza Hikary        |
| Macaíba                 | Ana Helena          |
| Messias Targino         | Mariana Dantas      |
| Mossoró                 | Eduarda Olegário    |
| Monte Alegre            | Erika Fontes        |
| Natal                   | Luana Fontes        |
| Nova Cruz               | Cynara Freitas      |
| Nísia Floresta          | Anna Beatriz        |
| Parelhas                | Viviane Gomes       |
| Parnamirim              | Debora Medeiros     |
| Pendências              | Milene Soares       |
| Santa Cruz              | Joyce Tavares       |
| São Gonçalo do Amarante | Nathalia Cavalcanti |
| São José de Mipibu      | Joyce Nunes         |
| São Rafael              | Betânia Tavares     |
| Taipu                   | Larissa Trajano     |